# 海岸堡垒

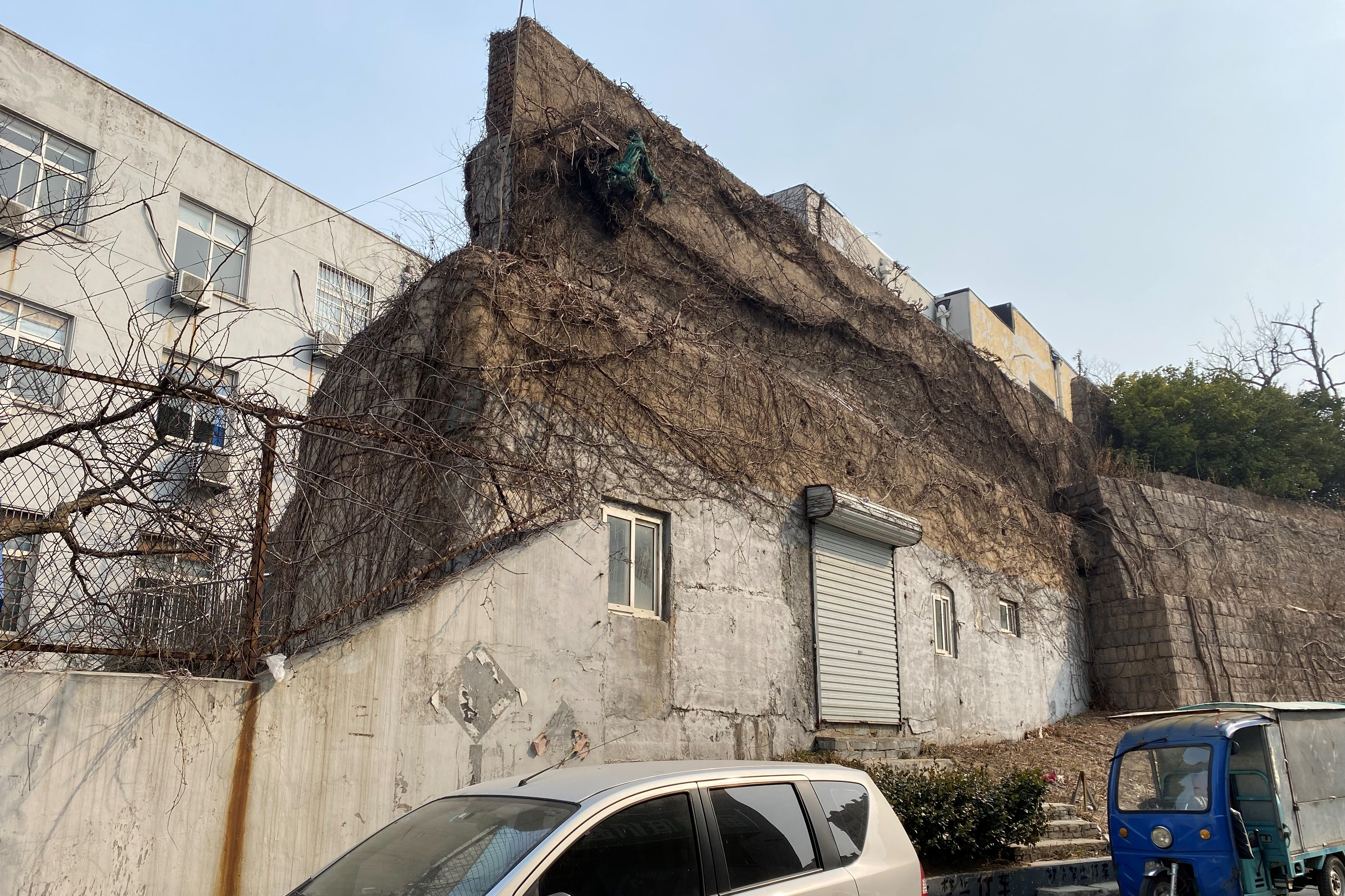
海岸堡垒现存小掩蔽部，2022年2月

海岸堡垒，德军称为第五步兵堡垒（Infanteriewerk 5），俗称“五号炮台”，中文、日文资料称为“海岸堡垒”，是青岛德占时期驻青德军的一座陆防步兵堡垒，原址位于中国山东省青岛市市北区内蒙古路沈阳路路口以南、长春路以北的芙蓉山一带，现仅存一处掩蔽部遗迹，为市北区不可移动文物。

## 历史
驻青德军五大陆防步兵堡垒的建造计划是在1908年德国海军部国务秘书提尔皮茨关于青岛要塞设施扩建的决定中提出的，用于替代此前胶澳总督府提出的太平山堡垒群与扫帚滩防御工事计划，并于1913年以前建造完成。第五步兵堡垒（海岸堡垒）为五大陆防堡垒中最北端者，邻近海泊河水源地。

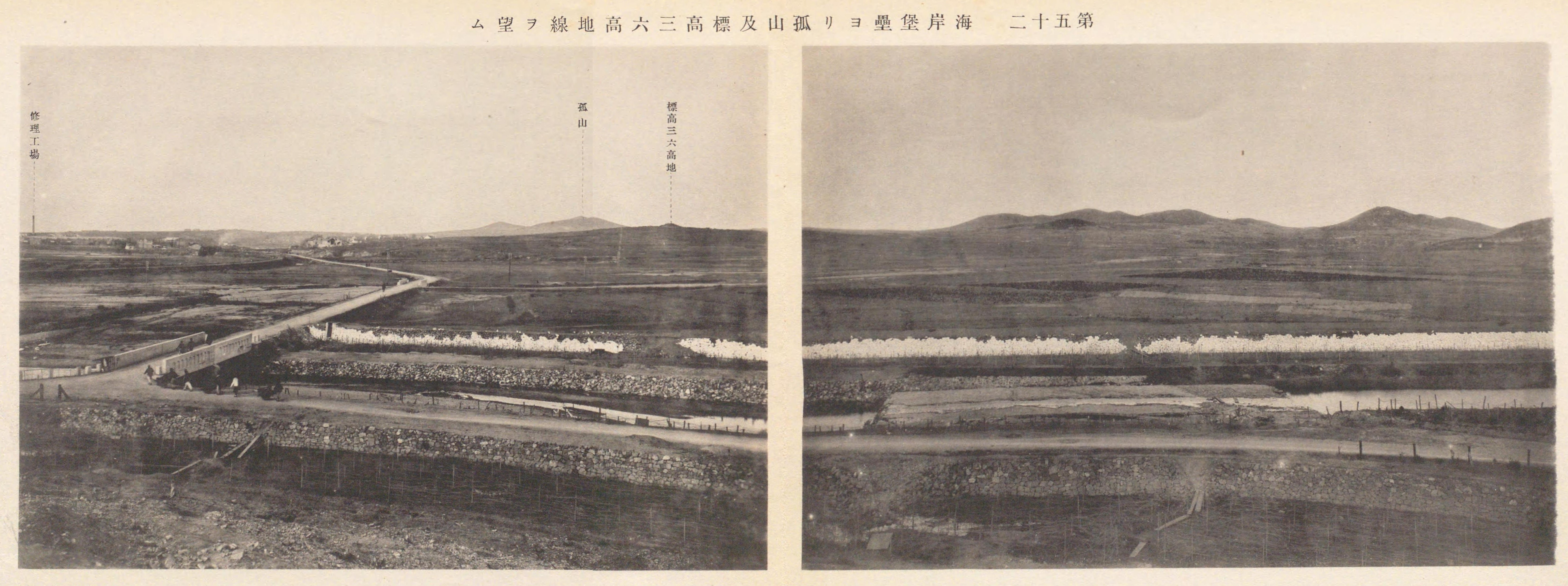
自海岸堡垒东望日军攻击阵地，图中可见海岸堡垒前方海泊河南北两岸各有一道外壕，左侧桥梁、道路大致为今沈阳路、杭州路走向，远处“标高36高地”为今六十六中所在高地

1914年8月至11月的日德青岛战役期间，第五步兵堡垒由第3海軍陸戰營第3连负责守卫，有军官9名，士兵260名。战役最后阶段的10月31日起，日英联军对城区及各要塞设施持续轰击7天，青岛发电厂被毁导致前线步兵堡垒电网、电控地雷、探照灯断电失灵，德军弹药储备也于11月7日晚耗尽。11月7日凌晨约6时，日军步兵第67联队等部对海岸堡垒发起总攻，7时攻陷，堡垒内及周边战斗俘虏德军300余人。
由于其处于青岛市区至四方的交通要道，海岸堡垒一带开发较早。1920年代，道士曾明本在堡垒旧址填平部分战壕兴建芙蓉山全圣观。1930至1950年代，海岸堡垒北坡的荒地曾作为刑场使用。1950年代以后，海岸堡垒所在地域改为青岛铸造机械厂、青岛第一针织厂厂区等。海岸堡垒遗留的几处掩蔽部，其中大掩蔽部曾改为铸造机械厂工具仓库，1990年代有一处中掩蔽部被工厂爆破拆除（有资料提及1991年第一针织厂改建锅炉房时拆除一处前沿中掩蔽部），后来大掩蔽部及相邻的发电所一带被工厂卖给房地产商，1999年为兴建银河山庄住宅小区而被爆破拆除。约2009年铸造机械厂旧厂区改建住宅小区时，曾在内蒙古路沈阳路路口南侧、原铸造机械厂与第一针织厂厂区交界处，发现小掩蔽部一处，为海岸堡垒唯一保存至今的遗迹。2013年1月10日，海岸堡垒（第五步兵堡垒）遗迹列入市北区第三次全国文物普查新发现的不可移动文物名录。

## 结构

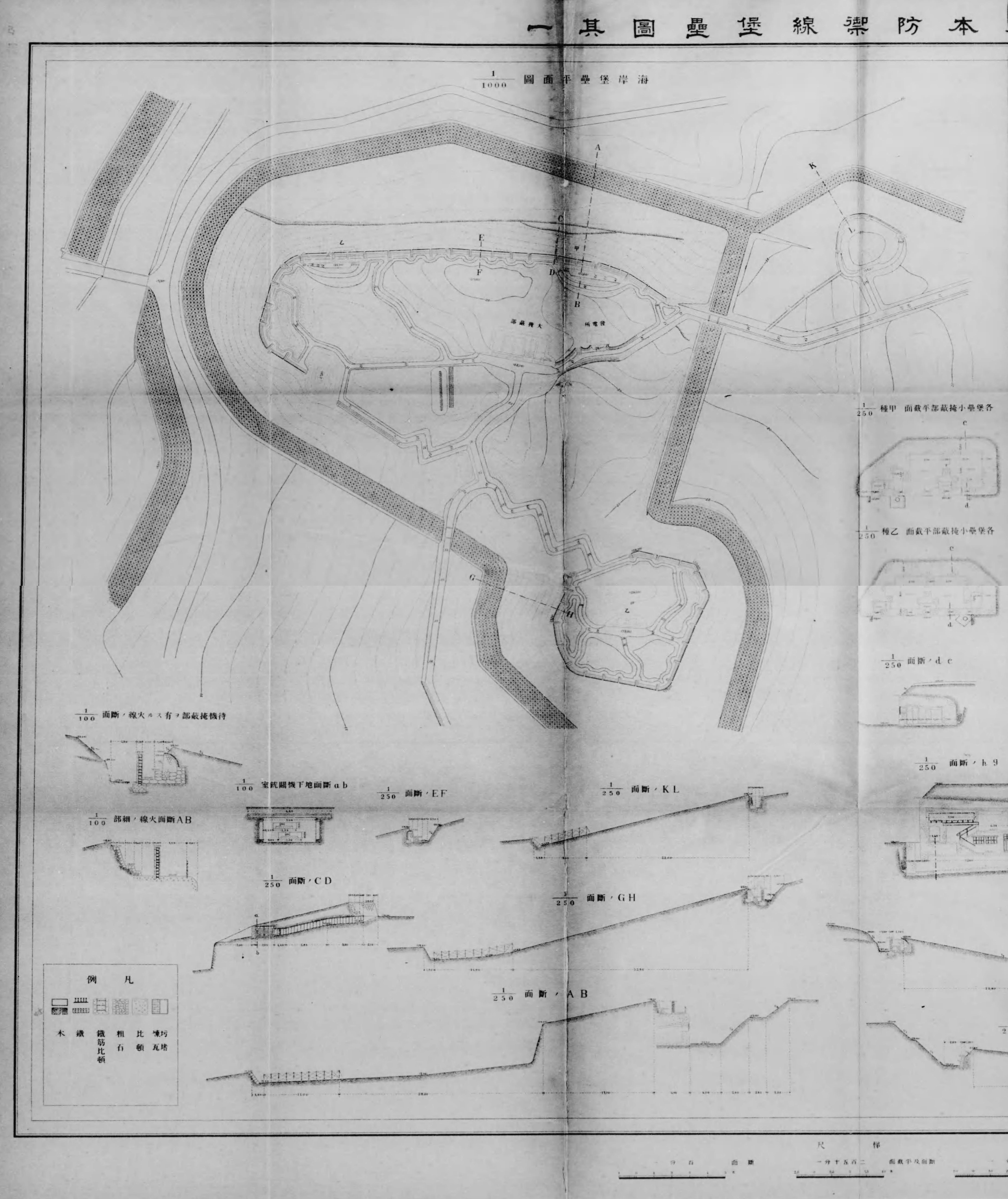
日军绘制的海岸堡垒平面及部分截面图，左上角“乙”字即为现存小掩蔽部（日军归类的乙种小掩蔽部）位置

海岸堡垒位于台东镇东堡垒西北、台东镇以北的芙蓉山上，海拔29.7米，北临海泊河入海口，邻近青岛市区通往四方的铁路与道路及周边的滩涂地带，同时负有守卫海泊河水源地的任务。因其地位重要，海岸堡垒（第五步兵堡垒）与小湛山堡垒（第一步兵堡垒）在五大陆防堡垒中规模最大，可容纳1000余人。海岸堡垒外围有若干壕沟及带刺铁丝网带，环绕堡垒的内壕以外的海泊河两岸均有铁丝网壕沟，最外侧铁丝网带从堡垒正面跨过海泊河，并将水源地与机泵房哨所环绕起来。据日军记载，海岸堡垒正面火线约350米，侧面火线约170米，装备10挺机枪。
海岸堡垒共有一大五小掩蔽部共六处。其中山顶周边一大三小共四处，大掩蔽部上下两层，每层4个房间，大间约80平方米，小间约70平方米，走廊位于东侧，有坡道连接上下层。大掩蔽部东、北两侧各有前沿小掩蔽部各一处，北侧小掩蔽部距大掩蔽部约140米，单层单门双窗，两大间约50平方米；东侧小掩蔽部距大掩蔽部约60米，面积布局相似。大掩蔽部南40米处为发电机室，单间单门单窗，面积约25平方米。此外在山顶西侧高地与山顶南侧260米处高地各有一处小掩蔽部。
海岸堡垒南侧海拔24米高地上为9号炮台（Batterie IV），装备4门37毫米机关炮，西侧邻近铁路为10号炮台（Batterie V），装备4门37毫米机关炮。堡垒东南500米处为第8警戒哨所，西侧400近铁路处为第9警戒哨所。